# Being Beige
Being Beige è il primo singolo estratto dall'album Monuments to an Elegy del 2014, del gruppo di rock alternativo The Smashing Pumpkins.

## Il brano
Questo brano è stato citato sul sito ufficiale degli Smashing Pumpkins prima con il titolo provvisorio di The World's On Fire e poi con quello di Being Beige (The World's On Fire).
Ha ricevuto accoglienze abbastanza buone da varie riviste come Rolling Stone, che afferma che sebbene il brano abbia un titolo semplice, l'introduzione con la chitarra acustica e la drum machine conduce ad un ritornello incalzante e memorabile.

## Video
È il loro primo video dal video per Owata del 2011, nel quale non compariva alcun membro del gruppo. Nel video diretto da Brian e Brad Palmer in bianco e nero, compaiono le immagini a colori di Billy Corgan e Jeff Schroeder, l'unico altro membro attuale della band. All'inizio c'è anche una citazione del video di Siva, il volto di una ragazza che sale in superficie sull'acqua, singolo tratto dal primo album Gish.

## Tracce
CD Promo
1. Being Beige – 3:39 (Billy Corgan)

## Formazione
The Smashing Pumpkins
- Billy Corgan – voce, chitarra, basso, tastiere
- Jeff Schroeder – chitarra

Altri musicisti
- Tommy Lee – batteria